# Джепель
Джепель (лезг. ЧIепел) — село в Магарамкентском районе Республики Дагестан (Россия). Входит в состав сельсовета «Киркинский».

## География
Село расположено на юге Дагестана, в центральной части Магарамкентского района, на левом берегу реки Самур. Через село проходит республиканская трасса «Магарамкент — Ахты — Рутул». Рядом с селом проходит государственная граница Российской Федерации с Азербайджаном. Ближайшие сёла: Хорель, Гильяр, Мугерган, Куйсун.

## Население
| 1895 | 1926 | 1939 | 1970 | 1989 | 2002 | 2010 |
| ---- | ---- | ---- | ---- | ---- | ---- | ---- |
| 106  | ↗195 | ↗210 | ↗398 | ↗590 | ↗690 | ↘634 |
| 2021 |      |      |      |      |      |      |
| ↘592 |      |      |      |      |      |      |

## Уроженцы
- Султали Хазбулатов[10], 1919 - 1970, участник ВОВ и Зимней войны.[11], обладатель Медали "За отвагу"[12], Кавалер Ордена «Красной звезды»[13]. Отец Али Хазбулатова[14], Кавалера Ордена Дружбы[15] , Народного героя Дагестана [16], Полномочного представителя Главы РД в ЮТО(2015-2017).[17]